# Aproximante lateral velar sorda
La aproximante lateral velar sorda es un sonido consonántico que está presente en algunos idiomas hablados, su símbolo en el alfabeto fonético internacional es /ʟ̥/

## Características
- Su modo de articulación es lateral , lo que significa que se produce al estrechar el tracto vocal en el lugar de la articulación, pero no lo suficiente como para producir una corriente de aire turbulenta.

- Su punto de articulación es velar , lo que significa que se articula con la parte posterior de la lengua (el dorso) en el paladar blando.

- Su fonación es sorda, lo que significa que se produce sin vibraciones de las cuerdas vocales.

- Es una consonante oral , lo que significa que el aire solo puede escapar por la boca.

- Es una consonante lateral , lo que significa que se produce al dirigir la corriente de aire sobre los lados de la lengua, en lugar de hacia el medio.

- El mecanismo de la corriente de aire es pulmonar , lo que significa que se articula empujando el aire únicamente con los músculos intercostales y el diafragma , como en la mayoría de los sonidos.

## Ocurre en
Este sonido está presente en los siguientes idiomas:
- Inglés americano (occidental)[1]

- Alemán austriaco[2]